# 블록버스터 레코드
블록버스터 레코드 (Blockbuster Records)는 대한민국의 힙합 레이블이다. Outsider가 출범한 이 레이블은, 한때 Outsider가 Sniper Sound에서의 활동이 비중을 더하면서 잠잠해졌으나, 2010년 말에 들어서 여러 활동을 보이면서 재도약을 하는듯 싶었으나, 내부 사정으로 2011년 10월 해체하고 말았다.
블록버스터 레코드의 모토는 음반 기획 및 제작을 비롯해서 글, 음악, 사진, 영상, 패션, 디자인 등 종합적인 문화와 예술에 관한 창작 활동을 통해 늘 새롭고, 신선한 컨텐츠를 제공하는 것이었으며 CEO는 Outsider와 그의 형 신의철, 본사는 서울특별시 광진구 군자동에 위치하고 있었다. 2013년 5월 아웃사이더가 새로이 설립한 아싸 커뮤니케이션이 Blockbuster Records를 계승하고 있다.

## 역사

### 초창기
Blockbuster Records의 시작은 2005년으로 거슬러 올라간다. 2005년 Sunday 2PM은 처음으로 EP를 내면서 함께 클럽 Slug.er에서 공연을 하고 있던 KEIKEI, Outsider와 친분을 맺었고, 이러한 친분은 Outsider의 첫 싱글 Speed Star까지 이어졌다. 이렇게 친분이 생긴 뮤지션들이 크루를 조직하였고, 이것이 좀 더 발전하여 2006년 9월, Blockbuster Records로써 공식 출범하였다. 당시 멤버는 Outsider, Sunday 2PM, Brown Sugar, KEIKEI, G-Pulse (현 Carey Diamond), Small U 이렇게 7명이었다. 한 달 여가 지나 이들의 첫 활동이라 할 수 있는 Deffinite의 앨범이 발매되었고, 곧 쇼케이스가 열렸다.
두 번째 앨범이었던 Brown Sugar의 앨범이 발매되기 직전, Outsider는 Sniper Sound와 계약을 맺었고, 그에 따라 Outsider는 뮤지션 활동은 Sniper Sound에서 하고, Blockbuster에서는 운영, 의견 취합, 계획 등의 역할을 하게 되었다. 이후 Outsider의 활동이 두드러지면서 Blockbuster Records의 활동은 상대적으로 잠잠해졌고, Sunday 2PM은 멤버들의 학업 및 군복무 같은 사정으로 활동을 못 하게 되었으며, KEIKEI가 2008년 3월 Sniper Sound와 계약을 맺으면서 입지가 흔들리게 되었다. 한편, Brown Sugar는 Carey Diamond와 Swagger라는 팀을 결성하였으며, 외부로도 JACE, FatDoo, Swings 등의 앨범에 참여하는 등의 활발한 활동을 보였다. 이즈음, Blockbuster는 레이블의 성격을 버리고 크루 형태를 기반으로 하는 집단으로 탈바꿈하여 활동을 계속해나갔다.

### 판타스틱 4
2009년 발매된 Sniper Sound 컴필레이션 앨범 One Nation에서, Blockbuster Records 멤버들은 B-Busterz라는 단체곡으로 참여하여 리스너들에게 존재를 다시 한 번 각인시켰다. 이들이 본격적으로 활동을 재기한 것은 2010년 중순, 컴필레이션 앨범 Fantastic 4의 제작이 발표되면서부터다. 이 앨범은 멤버인 Sunday 2PM, 란동, Curious, LMNOP가 "Fantastic 4"라는 이름의 유닛으로 주축이 되어 완성되었다. 이에 맞춰 지백의 솔로곡 Appetizer의 비트 공모전이 열렸으며, LMNOP의 앨범도 제작되어 비슷한 시기에 발매되었다. 이후 Fantastic 4와 LMNOP의 앨범 더블 쇼케이스가 열렸다. 이 공연은 성황리에 끝나, Blockbuster 측에서 감사의 의미로 무료 앵콜 공연이 열릴 정도였다.
한편, Blockbuster Records는 "Block@TV"라는 Blockbuster만의 채널을 신설하고, 남아공 월드컵의 라디오 생중계를 담당했던 SBS 러브FM 방송의 스팟 BGM으로 LMNOP와 Outsider가 만든 음원이 선정되는 호사를 누리기도 하였다. 더불어 사이트를 리뉴얼하고 2010년 7월 정식으로 사무실을 개업하여 활동에 박차를 가하였으며, 다시 레이블로써의 면모를 갖추었다.

### 현재
2011년 1월 현재 Blockbuster Records는 Sunday 2PM의 미니 앨범을 발표, 군입대를 한 Outsider의 공백을 채울 Blockbuster Records의 다음 타자로 내세웠으나 Outsider만한 반향을 이끌어내지는 못하였다. Sunday 2PM은 2011년 9월까지 두 장의 디지털 싱글을 더 발표하였으며, 내부 사정으로 10월 Blockbuster Records는 해체하고 말았다.
이후 2013년 5월, Outsider는 제대 후 복귀를 준비하면서 Blockbuster Records를 계승하는 아싸 커뮤니케이션을 설립하였다. 아싸 커뮤니케이션은 Blockbuster Records의 엔터테인먼트 사업부에 볼쇼이 아이스쇼 등 국내외 다양한 공연을 주관했던 공연 기획팀과의 합병을 통해서 기존 엔터테인먼트와는 차별화되는 문화 콘텐츠를 계발하겠다는 모토 아래 만들어졌으며, 여러 소속 아티스트 외에도 다양한 장르와 영역에서 활동하고 있는 국내외 33명의 작사, 작곡가들로 구성된 프로듀서 팀 "클래스S"와 TIP 크루, 라스트포원, 갬블러크루 등 비보이 팀들의 매니지먼트를 맡는 등 다양한 활동을 준비하고 있다.

## 멤버
*거쳐간 모든 멤버를 적음
- Outsider
- Sunday 2PM - Deffinite, 지백, Twodeckz
- LMNOP
- 란동
- Curious
- Onestone
- KEIKEI - 이후 스나이퍼 사운드에 영입되었으나 계속 멤버로 표기되었다.
- Small U (현 미카엘천재. Sunday 2PM 멤버)
- Swagger - Carey Diamond, Brown Sugar
- Slapstick
- Kuan

## 발매 앨범

### 단체 앨범
- 2010년 5월 17일 Fantastic 4

### 개인 앨범
Blockbuster Records 설립 이후의 앨범만 나열
- 2006년 10월 11일 Deffinite - D-Code
- 2007년 1월 9일 Brown Sugar - T.U.N.E.
- 2007년 4월 18일 Brown Sugar - T.U.N.E. Instrumentals
- 2007년 10월 25일 Outsider - Soliloquist
- 2008년 6월 4일 Swagger - Hello New World
- 2008년 12월 22일 Sunday 2PM - 《모르겠어》 (디지털 싱글)
- 2009년 6월 1일 Outsider - Maestro
- 2010년 3월 9일 Outsider - 《주변인: The Outsider》
- 2010년 4월 15일 LMNOP - 《Sensibility & Stimulus: 감성자극제》
- 2010년 8월 12일 LMNOP - 《거품샤워》 (디지털 싱글)
- 2010년 10월 21일 Outsider - 《주인공》
- 2010년 11월 25일 Sunday 2PM - 《돌연변이 (The Mutant)》

## 단체곡
Blockbuster Records는 B-Busterz를 시작으로 여러 앨범에 단체곡을 수록하였다. 다음은 Blockbuster Records 멤버들이 다수 참여한 단체곡들이다.
- B-Busterz - Sniper Sound 컴필레이션 앨범 One Nation에 수록

참여진: Outsider, Swagger, K-Proud (현 Kuan), Supmario (현 Curious), Lonie Jay (현 LMNOP)
- 〈판타스틱4〉 - Blockbuster Records 컴필레이션 앨범 Fantastic 4에 수록

참여진: Sunday 2PM, 란동, Curious, LMNOP, Outsider
- 〈권주가〉 - Blockbuster Records 컴필레이션 앨범 Fantastic 4에 수록

참여진: Sunday 2PM, 란동, Curious, LMNOP
- 〈거품샤워〉 - LMNOP 《거품샤워》에 수록

참여진: LMNOP, Sunday 2PM, 란동, Curious
- Everlasting - Outsider 《주인공》에 수록

참여진: Outsider, Curious, Sunday 2PM, KEIKEI, LMNOP, Kuan

## Blockbuster Creative
블록버스터 크리에이티브 (Blockbuster Creative)는 Blockbuser Records 내의 모임으로, 음반을 기획하고 제작하는 Records와는 차별화된, 글, 음악, 사진, 영상 등 종합적인 문화와 예술에 관한 이해를 높이고, 전문 지식인으로 발돋움하기 위한 기회와 인성을 제공하고 함께 만들어나가는 종합 예술 창작 집단이다. 2010년 5월 만들어졌으며, 창작과 예술을 사랑하는 사람이라면 누구나 참여 가능한 다양한 프로젝트를 통해 문화 및 예술 컨텐츠를 제공하는 것을 목표로 하고 있다.

## 이름
블록버스터란 이름은 원래 제2차 세계 대전 시 영국이 사용한 폭탄의 이름으로, 현재는 영화계에서 막대한 수입을 올린 영화를 일컫는다. 이 이름은 레이블이 출범되기 한 달 전 이름으로 확정되었으며, KEIKEI가 회의 중에 정하였다고 한다.